# 德旺莱蓬
德旺莱蓬（法語：Devant-les-Ponts，法語發音：[dəvɑ̃ le pɔ̃]，意为“众桥之前”）是法国摩泽尔省的一个旧市镇。1908年，德旺莱蓬并入梅斯，成为了梅斯的街区。

## 地理
德旺莱蓬（49°8'8.20"N, 6°8'54.49"E）位于法国大東部大區摩泽尔省，该省份为法国东北部内陆省份，是洛林的一部分，西南接默尔特-摩泽尔省，东临下莱茵省，北与卢森堡和德国接壤。
德旺莱蓬的时区为UTC+01:00、UTC+02:00（夏令时）。

## 行政
德旺莱蓬的邮政编码为57050。

## 人口
德旺莱蓬于1906年时的人口数量为3675人。